# Юмурталык
Юмурталык (тур. Yumurtalık) — город и район в Турции, в провинции Адана.

## История
Эти земли были заселены хеттами ещё в XVI веке до н. э. Изначально город назывался по-разному: Эгея (др.-греч. Αιγαί ή Αιγαιαί), Айас (арм. Այաս), Лаяццо (итал. La Giazza, Laiazzo). В VI веке до н. э. сюда пришли персы, в 333 году они были завоёваны Александром Македонским. В 95—55 гг. до н. э. вошли в состав королевства Великая Армения. Затем в состав Рима, и потом — Византии. В 1080—1375 годах входили в состав Киликийской Армении, где Айас стал главным портом страны. Затем им завладели мамлюки, и в итоге он вошёл в состав Османской империи.